# Viermänniges Hornkraut
Das Viermännige Hornkraut (Cerastium diffusum) ist eine Pflanzenart aus der Gattung Hornkräuter (Cerastium) innerhalb der Familie der Nelkengewächse (Caryophyllaceae).

## Beschreibung

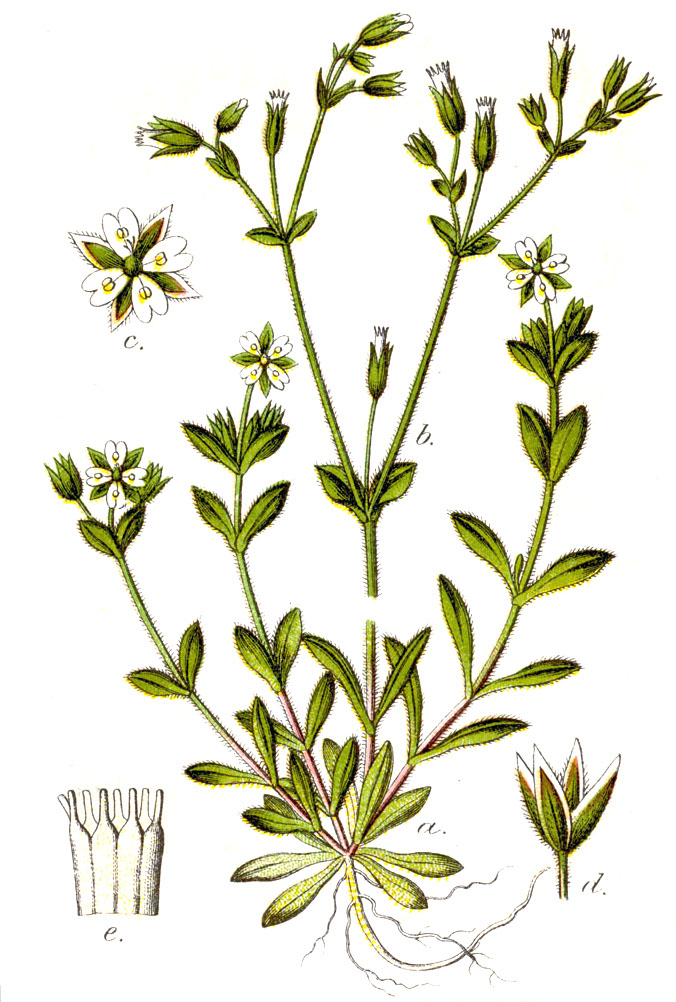
Illustration

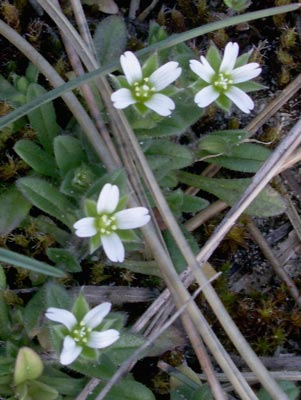
Viermänniges Hornkraut (Cerastium diffusum)

Das Viermännige Hornkraut ist eine sommergrüne, einjährige krautige Pflanze, die Wuchshöhen von 4 bis 15 Zentimeter erreicht. Die oberirdischen Pflanzenteile sind frischgrün und stark drüsig behaart. Die gegenständig angeordneten Laubblätter sind bei einer Länge von meist 10 (5 bis 20) mm lanzettlich bis eiförmig. Die Stängel sind aufsteigend bis aufrecht und manchmal rot überlaufen.
Die Blütezeit reicht von März bis Juni. Die Tragblätter sind krautig und haben keinen Hautrand. Die Blütenstände sind meist wenigblütig. Die Blütenstiele sind drüsenhaarig und nach dem Verblühen steif aufrecht. Die zwittrigen Blüten sind meist vier-, selten drei- oder fünfzählig. Die Kelchblätter sind 4 bis 9 mm lang. Die zweispaltigen Kronblätter sind etwas kürzer als die Kelchblätter. Es gibt meist vier, selten drei oder fünf Griffel. Die Kapselfrucht ist länger als der Kelch und acht- bis zehnzähnig. Die Samen sind gelblich bis kastanienbraun und haben einen Durchmesser von 0,4 bis 0,7 Millimetern.
Die Chromosomenzahl beträgt 2n = 36 oder 72.

## Vorkommen
Das Viermännige Hornkraut kommt vor in Marokko, Algerien, Libyen, Portugal, Spanien, Frankreich, Großbritannien, Irland, Deutschland, Dänemark, Norwegen, Schweden, Polen, Italien, Österreich, Ungarn, Kroatien, Rumänien, Serbien, Griechenland, auf der Krim und in der Türkei. In der Schweiz fehlt die Art.
Das Viermännige Hornkraut besiedelt an der Nordseeküste, vorwiegend zwischen Ems- und Wesermündung, Spülsäume, Primär- und Weißdünen, geht aber auch in die nährstoffarmen Graudünen. Das Viermännige Hornkraut braucht Sandböden, der kochsalzhaltig sein darf und der nur mäßig nährstoffreich wenngleich etwas humushaltig sein sollte. Es gedeiht in Mitteleuropa in Gesellschaften des Verbands Koelerion albescentis.

## Taxonomie und Systematik
Das Viermännige Hornkraut wurde 1805 von Christiaan Hendrik Persoon in Synopsis Plantarum: seu Enchiridium botanicum Band 1, Seite 520 als Cerastium diffusum erstbeschrieben. Synonyme sind Cerastium tetrandrum Curtis nom. illeg. und Cerastium pumilum subsp. tetrandrum (Gren.) Arcang.
Es werden drei Unterarten genannt:
- An der Nordseeküste kommt die Unterart Cerastium diffusum subsp. diffusum (Syn.: Cerastium atrovirens Bab.; Cerastium tetrandrum Curtis nom. illeg.) vor, ihre Blüten haben meist vier Kelch- und vier Kronblätter, die Kelchblätter sind bei ihr meist kaum 7 Millimeter lang.
- Die Unterart Cerastium diffusum subsp. subtetrandrum (Lange) P.D. Sell & Whitehead (Syn.: Cerastium pumilum f. subtetrandrum Lange) findet man im östlichen Mitteleuropa sie erreicht in Österreich die Westgrenze ihres Ausbreitungsgebiets.  Sie wurde in Mitteleuropa beobachtet in Bayern, Hessen, im Burgenland, Niederösterreich, Oberösterreich und in nördlichen Polen.[5] Diese Unterart hat fünf Blütenhüllblätter und ihre Kelchblätter sind 7 bis 9 Millimeter lang.
- Die Unterart Cerastium diffusum subsp. gussonei (Tod. ex Lojac.) P.D.Sell & Whitehead: Ihre Blüten sind immer fünfzählig; sie kommt in Sizilien, Italien, Spanien und in Nordafrika vor.[3]